# Medborgarjournalistik
Medborgarjournalistik, eller gräsrotsjournalistik, är ett samlingsnamn på journalistisk praktik där personer ur allmänheten, i motsats till professionella yrkesjournalister, bidrar till insamling, rapportering, analysering och spridning av nyheter. Exempel på nyhetsmedier där medborgarjournalistik spelar en stor roll är Wikinews, Demotix och I-Report. Svenska exempel är: Lisch.se, Nyhetsverket.se, Pressbladet.se samt diverse alternativmedia.
Dagens snabba utveckling av ny medieteknik, såsom sociala nätverk, tillsammans med utvecklingen av smartphones, har gjort medborgarjournalistiken mer tillgänglig för människor världen över. Lättillgängligheten av ny teknik har bidragit till att medborgare i samhället har möjlighet att rapportera om uppmärksammade nyhetshändelser i samma ögonblick som de sker.  Exempel på när medborgarjournalister har rapporterat är Jordbävningen i Haiti 2010, Arabiska våren och protesterna i Turkiet 2013. 
Dan Gillmor talar om tre block som traditionellt utgör hela värdekedjan av nyhetsjournalistik. Första blocket utgörs av journalister, det andra av de som utgör nyheterna och slutligen den traditionella nyhetskonsumenten. Idag smälter dessa block samman, vilket bidrar till att samtliga block både kan anta rollen som producent respektive konsument. Det är denna utveckling som är grunden för möjligheten att utöva medborgarjournalistik.
Medborgarjournalistik bör inte blandas ihop med lokaljournalistik eller medborgerlig journalistik (civic journalism), och inte heller med kollaborativ journalistik.

## Medborgarjournalistik i praktiken

### Den gröna revolutionen i Iran
Under den gröna revolutionen i Iran, 2009, så protesterade hundratusentals Iranier på landets gator mot utfallet i presidentvalet. Händelsen dokumenterades då medborgare tog bilder på de våldsamma protesterna och dessa läckte ut till den västerländska pressen. Eftersom utländska journalister blev ”blockerade” från att rapporterade händelsen så hade Twitter en viktig roll i nyhetsflödet från Iran. Twitter sköt även upp underhållet av hemsidan under protesterna för att möjliggöra fortsatt information att komma ut ur Iran till resten av världen.

### Arabiska våren
Medborgarjournalistik spelade en roll vid demonstrationerna under Arabiska våren som inleddes 2010. Medborgare från de berörda länderna i Nordafrika och på Arabiska halvön filmade och Twittrade om protesterna, vilket bidrog till att västvärlden kunde ta del av händelserna.

### Jordbävningen på Haiti
Sociala medier hade en viktig roll i att sprida informationen om jordbävningen i Haiti 2010 då många av bilderna och rapporterna kom från medborgare. 

### Protesterna i Turkiet
Turkisk media hade under protesterna i Turkiet 2013 svårigheter att rapportera om händelserna och på grund av detta sköttes stora delar av rapporteringen via sociala medier. Twitter, Facebook, Youtube, Tumblr var några av de medier som användes för att sprida information, bilder och videos på internet.

## Förespråkare av medborgarjournalism
Dan Gillmor, före detta kolumnist på San Jose Mercury News, är en tongivande förespråkare av medborgarjournalistik. Han har bland annat grundat Center for Citizen Media för medborgarjournalistikens främjande. 

## Kritik mot medborgarjournalistiken
Medborgarjournalistiken har kritiserats av professionella journalister. Svagheter har pekats ut i form av ”de tre dödliga E:na”: etik, ekonomi och epistemologi.
Så standarden på artiklarna har kritiserats, då medborgare inte har traditionell träning i rapporteringen, och även objektiviteten då många saknar utbildning och jäviga åsikter kan lysa igenom.  Tom Grubler, tidigare Washington Post reporter, skrev 2005 en artikel om medborgarjournalistiks-hemsidor och fann då att många av dem hade brister i både kvalité och innehåll. 

## Historia
Dan Gillmor menar att idén om medborgarjournalism rotades på 1700-talet då telegrafen och telefonen hjälpte människor distribuera nyheter. I modern tid har detta fenomen om att den vanliga medborgaren kan engagera sig i och agera i journalistiken utvecklats i en större utsträckning. Vid internets uppkomst på 90-talet nådde fenomenet nya höjder då det blev möjligt för vem som helst att skapa en hemsida eller blogg och sprida sina åsikter på internet. 
Med dagens teknik och internets expansion har medborgarjournalistiken utvecklats. Det har blivit ännu lättare för en vanlig människa att fånga och distribuera nyheter globalt. I och med internet, informationssamhället och användandet av sociala medier har det blivit möjligt för allmänheten att vara med och skapa nyheter. Gillmor menar att terrorattackerna i New York 2001 var en tydlig händelse i vår historia då medborgarjournalismen uppnådde ett stort genomslag, tack vare internet. Via email, mailinglistor, chatgrupper, personliga webjournaler fick gemene man värdefull information som de Amerikanska medierna inte kunde erbjuda. 